# احمدآباد مستوفی
احمدآباد مستوفی، مرکز بخش احمدآباد مستوفی از توابع شهرستان اسلامشهر می‌باشد که در فاصله ۷ کیلومتری از طریق بزرگراه آزادگان به شهر تهران متصل می‌شود. امروزه بسیاری از باغ تالارها و ویلاهای این منطقه مورد استقبال مردم اطراف قرار گرفته‌است.
| سال سرشماری | جمعیت  | خانوار |
| ----------- | ------ | ------ |
| ۱۳۷۵        | ۱٬۰۱۸۱ |        |
| ۱۳۸۵        | ۱٬۳۲۵  | ۲٬۷۸۱  |
| ۱۳۹۰        | ۲٬۱۷۰۱ |        |

## حریم شهر
وسعت حریم شهر احمدآباد مستوفی ۲۳۴۸ هکتار، محدودهٔ طرح هادی سابق ۱۰۳ هکتار و بافت پر آن ۱۵۷ هکتار است.

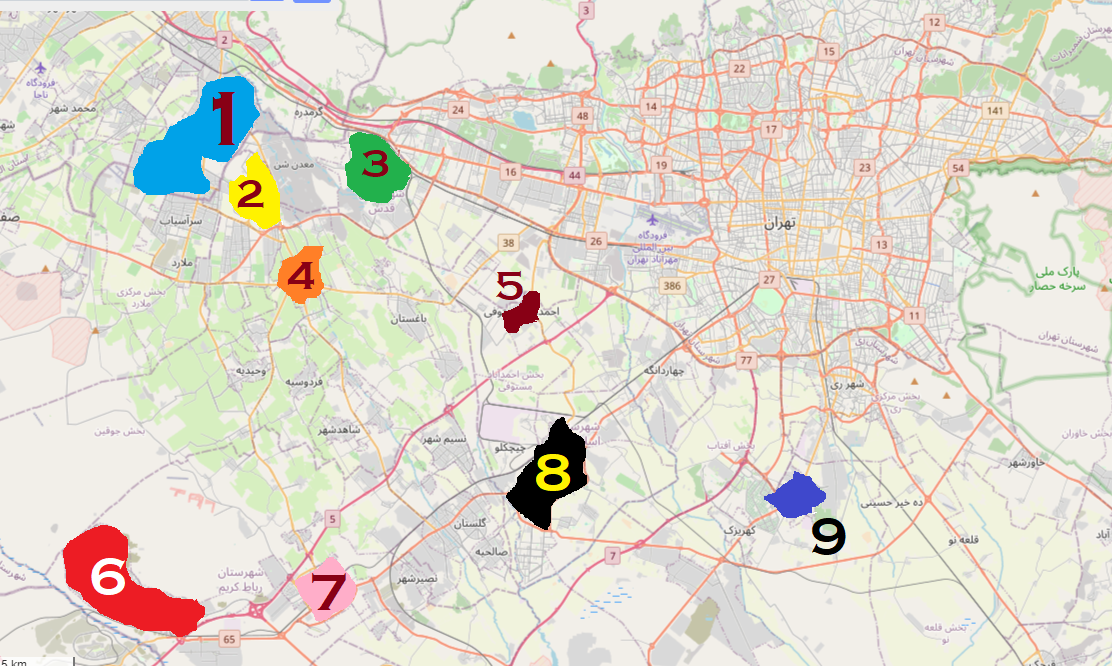
موقعیت برخی از شهرهای حاشیه‌ای جنوب، جنوب غرب و غرب نزدیک تهران ۱- فردیس ۲- اندیشه ۳- شهر قدس ۴- شهریار ۵- احمدآباد مستوفی ۶- پرند ۷- رباط کریم ۸- اسلامشهر ۹- باقر شهر

## مسیرهای ورودی به شهر
این شهر از شمال و شرق به شهر تهران، از غرب به شهریار و کرج، و از جنوب به اسلامشهر محدود شده‌است. همچنین قرار گرفتن این شهر در کنار بزرگراه آزادگان و بزرگراه تهران ساوه ظرفیت‌های بالقوه شهر را افزایش داده‌است.

### از سمت کرج
الف) جاده مخصوص کرج (شهید لشگری) - اتوبان آزادگان (به سمت حرم مطهر - جنوب - غرب) - نرسیده به اتوبان تهران ساوه - احمدآباد مستوفی
ب) اتوبان تهران قزوین - اتوبان آزادگان (به سمت حرم مطهر - جنوب - غرب) - نرسیده به اتوبان تهران ساوه - احمدآباد مستوفی
ج) جاده قدیم کرج (فتح) - اتوبان آزادگان (به سمت حرم مطهر - جنوب - غرب) - نرسیده به اتوبان تهران ساوه - احمدآباد مستوفی
توجه) برای ورود به شهر احمدآباد مستوفی از لاین کندروی اتوبان آزادگان استفاده کنید همچنین در صورتی که در مسیر آزادگان ورودی احمدآباد را پیدا نکردید می‌توانید وارد اتوبان تهران-ساوه شوید و ۵۰۰ متر بعد از عوارضی اول وارد محور احمدآباد-اسلامشهر شده و سپس وارد شهر شوید.

### از سمت تهران
الف) اتوبان همت (به سمت جنوب - غرب) - اتوبان آزادگان (به سمت حرم مطهر - جنوب - غرب) - نرسیده به اتوبان تهران ساوه - احمدآباد مستوفی
ب) میدان آزادی - جاده مخصوص کرج (شهید لشگری) - اتوبان آزادگان (به سمت حرم مطهر - جنوب - غرب) - نرسیده به اتوبان تهران ساوه - احمدآباد مستوفی
توجه) برای ورود به شهر احمدآباد مستوفی از لاین کندروی اتوبان آزادگان استفاده کنید همچنین در صورتی که در مسیر آزادگان ورودی احمدآباد را پیدا نکردید می‌توانید وارد اتوبان تهران-ساوه شوید و ۵۰۰ متر بعد از عوارضی اول وارد محور احمدآباد-اسلامشهر شده و سپس وارد شهر شوید.
1. از سمت اسلامشهر: اسلامشهر - میدان نماز - احمدآباد مستوفی
2. از سمت غرب کشور: اتوبان تهران ساوه - نرسیده به عوارضی آخر - احمدآباد مستوفی
3. از سمت شهریار: شهریار - سعید آباد - پل بادامک - به سمت حسن‌آباد خالصه - احمدآباد مستوفی

## راه‌های دسترسی از تهران با وسایل نقلیه

### با اتوبوس
- اتوبوس‌های احمدآباد مستوفی در جنوب غربی میدان آزادی و در مجاورت دیوار فرودگاه و درست در کنار اتوبوس‌های مسیر اسلامشهر- آزادی قرار دارند. این اتوبوس‌ها با طی مسیر از طریق بزرگراه سعیدی، فتح و آزادگان وارد شهر احمدآباد و در ادامه حسن‌آباد خالصه و رضی آباد می‌شوند.

### با تاکسی
-تاکسی‌های خطی اسلامشهر از پایانه آزادی و کنار ورودی مترو میدان آزادی، از میدان ورودی شهر احمدآباد نیز رد می‌شوند و می‌توان از این طریق نیز به این منطقه مراجعه کرد.

## روستاهای احمدآباد مستوفی
احمدآباد مستوفی خود شامل روستاهای حسن‌آباد خالصه، ایرین، چیچکلو، رضی‌آباد حریری، بهمن‌آباد است.

## به بیرون
- وبگاه شهرداری احمدآباد مستوفی